# 李學仁
李學仁（韓語：이학인、日语：、英語：Yi Hagin、羅馬拼音：Lee Xue-Ren、1945年11月9日—1998年9月22日）是日本漫畫蒼天航路的漫畫原作者，也是電影導演及作家，大韓民國慶尚南道出生。
曾經在日活當電影導演的助手，1975年独立到緑豆社製片。同年，『異邦人の河』這部電影以電影導演的身分首次亮相。
同時身為漫畫原作者，1994年在週刊Morning（講談社）和日本漫畫家王欣太合作連載《蒼天航路》。第22回講談社漫画賞一般部門中得獎，1998年在連載的過程中因肝癌惡化病逝，享年52歲。

### 主要監督作品
- 異邦人の河（1975年）
- 詩雨おばさん（1977年）

### 主要原作擔當作品
- 《三夢伝》（作画：久松文雄、新潮社）
- 《蒼天航路》（作画：王欣太、週刊Morning、講談社）
- 《武と魂》（作画：久松文雄、リイドコミック、リイド社）

## 外部連結
- 從《三國驕皇》的「連環計篇」談起(作者：ACE│天子傳奇七：三國驕皇│2011-05-25 11:27:47)  （页面存档备份，存于）